# 賈吉德島
賈吉德島（英語：Jagged Island），是南極洲的島嶼，位於南設得蘭群島的喬治王島，處於朗德角西北面4公里，在1935年由英國研究隊繪入地圖和命名，現時由南極條約體系管理。